# 1925
| 1925                                                                     |
| ------------------------------------------------------------------------ |
| Dødsfald - Fødsler                                                       |
| • Begivenheder • Film • Litteratur • Musik • Politik • Sport • Videnskab |

| Gregoriansk kalender | 1925 MCMXXV             |
| Ab urbe condita      | 2678                    |
| Armensk kalender     | 1374 ԹՎ ՌՅՀԴ            |
| Kinesiske kalender   | 4621 – 4622 甲子 – 乙丑 |
| Etiopisk kalender    | 1917 – 1918             |
| Jødisk kalender      | 5685 – 5686             |
| Hindukalendere       |                         |
| - Vikram Samvat      | 1980 – 1981             |
| - Shaka Samvat       | 1847 – 1848             |
| - Kali Yuga          | 5026 – 5027             |
| Iransk kalender      | 1303 – 1304             |
| Islamisk kalender    | 1344 – 1345             |

Konge i Danmark: Christian 10. 1912-1947
Se også 1925 (tal)

## Begivenheder

### Januar
- 1. januar – Norges hovedstad Kristiania skifter navn til Oslo.
- 1. januar – som start på det nye års første dag bliver klokkespillet på Københavns Rådhus ved midnat transmitteret direkte over Danmarks Radio. Det bliver fremover en fast nytårstradition
- 3. januar - Benito Mussolini meddeler, at han som diktator overtager magten i Italien
- 5. januar – Nellie Tayloe Ross bliver den første kvindelige guvernør i USA. Hun bliver valgt i staten Wyoming

### Marts
- marts - Der afholdes Kommunalvalg i Danmark

### April
- 1. april - Staten overtager al radiospredning i Danmark
- 20. april - Kastrup Lufthavn åbner
- 26. april - Feltmarskal Paul von Hindenburg vælges til præsident (Reichspräsident) i Tyskland under Weimarrepublikken

### Maj
- 5. maj - John T. Scopes arresteres for overtrædelse af loven, som forbyder undervisning i Charles Darwins udviklingsteori i offentlige skoler i Tennessee. I den følgende retssag ("abesagen") idømmes han en bøde på $100

### Juli
- 10. juli - telegrambureauet TASS, som er det officielle nyhedsbureau for Sovjetunionen, oprettes
- 18. juli - første bind af Adolf Hitlers Mein Kampf udkommer. Hitler skrev ikke selv, men dikterede til Rudolf Hess

### August
- 16. august - Charlie Chaplins film Guldfeber har verdenspremiere

### September
- 23. september - den sidste orlogsparade på fregatten Jylland afholdes

### Oktober
- 5. oktober - Norge meddeler England, at man ikke vil anerkende Danmarks ret til Grønland, og en længerevarende politisk krise begynder mellem de to skandinaviske lande
- 12. oktober – 600 nordamerikanske soldater overtager politiopgaverne i Panama City – "til beskyttelse af USA's interesser"
- 29. oktober - Københavns Lufthavn i Kastrup indvies

### November
- 5. november – Folketælling for Kongeriget Danmark

### December
- 1. december – Locarno-traktaten, der skal skabe fred og afspænding i Europa underskrives i Schweiz af Storbritannien, Frankrig, Tyskland, Italien og Belgien.
- 26. december - Communist Party of India grundlægges på en kongres i Kanpur i Britisk Indien.

## Født

### Januar
- 2. januar – Bent Grasten, dansk manuskriptforfatter (død 2004).
- 4. januar – Pedro Biker, dansk radio- og tv-speaker samt sanger (død 1973).
- 9. januar – Lee Van Cleef, amerikansk skuespiller (død 1989).
- 12. januar – Bodil Udsen, dansk skuespillerinde (død 2008).
- 17. januar - Duane Hanson, amerikansk socialkritisk kunstner (død 1996).
- 20. januar – Christian Christensen, dansk politiker (død 1988).
- 26. januar – Paul Newman, amerikansk skuespiller (død 2008).
- 26. januar – Joan Leslie, amerikansk skuespillerinde (død 2015).
- 30. januar – Douglas Engelbart, amerikansk forsker (død 2013).

### Februar
- 3. februar – John Fiedler, amerikansk skuespiller (død 2005).
- 4. februar – Arne Åhman, svensk atlet (død 2022).
- 8. februar – Jack Lemmon, amerikansk skuespiller (død 2001).
- 12. februar – Herman Stilling, dansk maler, grafiker og forfatter (død 1996).
- 17. februar – Hal Holbrook, amerikansk skuespiller (død 2021).
- 18. februar – George Kennedy, amerikansk filmskuespiller (død 2016).
- 20. februar – Robert Altman, amerikansk filminstruktør (død 2006).
- 20. februar – Girija Prasad Koirala, Nepals premierminister (død 2010).

### Marts
- 6. marts − Ann Margrethe Schou, dansk skuespiller (død 1992).
- 7. marts – Lone Luther, dansk skuespiller (død 1989).
- 8. marts − Hanne Finsen, dansk museumsdirektør (død 2023).
- 12. marts – Leo Esaki, japansk fysiker.
- 17. marts – Gabriele Ferzetti, italiensk skuespiller (død 2015).
- 21. marts – Peter Brook, engelsk filminstruktør (død 2022).
- 26. marts – Pierre Boulez, fransk komponist og dirigent (død 2016).

### April
- 3. april – Tony Benn, engelsk politiker (død 2014).
- 8. april – Grete Stenbæk Jensen, dansk forfatter (død 2009).
- 9. april – Heinz Nixdorf, tysk ingeniør (død 1986).
- 14. april – Rod Steiger, amerikansk skuespiller (død 2002).
- 14. april – Jens Risgaard Knudsen, dansk politiker (død 1997).
- 18. april – Bob Hastings, amerikansk skuespiller (død 2014).
- 19. april – Hugh O'Brian, amerikansk skuespiller (død 2016).
- 23. april – Finn Gundelach, dansk diplomat, økonom og EF-kommissær (død 1981).
- 26. april – Jørgen Ingmann, dansk guitarist (død 2015).
- 28. april – Jytte Enselmann, dansk skuespillerinde (død 2008).
- 29. april – Iwao Takamoto, japansk-amerikansk tegner og animator (død 2007)

### Maj
- 1. maj – Scott Carpenter, amerikansk astronaut (død 2013).
- 2. maj – John Neville, engelsk skuespiller (død 2011).
- 8. maj – Ali Hassan Mwinyi, tanzaniansk præsident (død 2024).
- 12. maj – Yogi Berra, amerikansk baseballspiller (død 2015).
- 19. maj – Ib Eisner, dansk maler (død 2003).
- 19. maj – Malcolm X, sort amerikansk borgerretsforkæmper (død 1965).
- 23. maj – Joshua Lederberg, amerikansk molekylærbiologi (død 2008).
- 23. maj – Rigmor Mydtskov, dansk hoffotograf (død 2010).
- 31. maj – Julian Beck, amerikansk skuespiller (død 1985).

### Juni
- 3. juni – Tony Curtis, amerikansk skuespiller (død 2010).
- 8. juni – Barbara Bush, tidl. amerikansk præsidentfrue (død 2018).
- 9. juni – Holger Perfort, dansk skuespiller (død 2023).
- 11. juni - William Styron, amerikansk forfatter (død 2006)
- 22. juni – Peter Seeberg, dansk forfatter og museumsinspektør (død 1999).
- 25. juni – June Lockhart, amerikansk skuespillerinde.
- 26. juni – Pavel Beljajev, russisk kosmonaut (død 1970).
- 29. juni – Giorgio Napolitano, italiensk præsident (død 2023).

### Juli
- 1. juli – Farley Granger, amerikansk skuespiller (død 2011).
- 6. juli – Bill Haley, amerikansk musiker (død 1981).
- 10. juli – Mahathir Mohamad, malaysisk politiker.
- 17. juli – Eva Bendix, dansk journalist og forfatter (død 2017).
- 20. juli – Jacques Delors, fransk politiker og tidligere formand for Europa-Kommissionen (død 2023).
- 23. juli – Quett Masire, tidligere præsident af Botswana (død 2017).
- 28. juli – Jens Rosing, grønlandsk forfatter og billedkunstner (død 2008).
- 29. juli – Mikis Theodorakis, græsk komponist (død 2021).

### August
- 2. august – Jorge Rafael Videla, argentinsk diktator (død 2013).
- 14. august – Ole Wisborg, dansk skuespiller (død 1978).
- 15. august – Mike Connors, amerikansk komiker (død 2017).
- 18. august – Brian Aldiss, engelsk forfatter (død 2017).
- 20. august - Henning Larsen, dansk arkitekt (død 2013).
- 22. august – Honor Blackman, engelsk skuespillerinde (død 2020).
- 30. august – Theo Wolvecamp, hollandsk CoBrA-maler (død 1992).

### September
- 1. september – Svend O. Hansen, dansk landsretssagfører og idrætsformand (død 1983).
- 6. september – Birgitte Federspiel, dansk skuespillerinde (død 2005).
- 8. september – Peter Sellers, engelsk skuespiller (død 1980).
- 9. september – Benny Juhlin, dansk skuespiller (død 2010).
- 15. september – Helle Virkner, dansk skuespillerinde (død 2009).
- 16. september – B.B. King, amerikansk bluessanger. (død 2015).
- 19. september – Poul Eefsen, dansk jurist og politidirektør (død 2008).
- 23. september - Eleonora Rossi Drago, italiensk filmskuespillerinde (død 2007).

### Oktober
- 3. oktober – Gore Vidal, amerikansk forfatter (død 2012).
- 9. oktober – Arne Christiansen, dansk politiker og journalist (død 2007).
- 10. oktober – Trygve Goa, norsk kunstner (død 2013).
- 13. oktober – Gustav Winckler, dansk sanger (død 1979).
- 13. oktober – Margaret Thatcher, engelsk politiker (død 2013).
- 14. oktober – Preben Dabelsteen, dansk badmintospiller og journalist (død 2017).
- 16. oktober – Angela Lansbury, engelsk skuespillerinde (død 2022).
- 18. oktober – Ramiz Alia, albansk præsident (død 2011).
- 22. oktober – Robert Rauschenberg, amerikansk kunstner (død 2008).
- 22. oktober − Ulla Hodell, svensk skuespillerinde (død 2009).
- 24. oktober – Luciano Berio, italiensk komponist (død 2003).
- 26. oktober – Lars Chemnitz, tidligere grønlandsk landsstyreformand (død 2006).
- 27. oktober – Warren Christopher, amerikansk tidligere udenrigsminister (død 2011).
- 29. oktober – Ben Chapman, amerikansk skuespiller (død 2008).
- 29. oktober – Robert Hardy, engelsk skuespiller (død 2017).

### November
- 1. november – Ingolf L. Nielsen, dansk direktør, luftkaptajn og grundlægger (død 1995).
- 4. november - Doris Roberts, amerikansk skuespillerinde (død 2016).
- 6. november – Michel Bouquet, fransk skuespiller (død 2022).
- 10. november – Richard Burton, walisisk skuespiller (død 1984).
- 15. november – Paul Raymond, engelsk bladkonge og showbiz-mand (død 2008).
- 17. november – Rock Hudson, amerikansk skuespiller (død 1985).
- 20. november – Robert F. Kennedy, amerikansk politiker (død 1968).
- 30. november – Jens Kistrup, dansk forfatter, litteratur- og teaterkritiker (død 2003).

### December
- 1. december – Martin Rodbell, amerikansk videnskabsmand, modtager af Nobelprisen i fysiologi eller medicin (død 1998).
- 3. december – Erik Mørk, dansk skuespiller (død 1993).
- 3. december – Kim Dae-jung, sydkoreansk præsident (død 2009).
- 4. december – Henning Ørnbak, dansk instruktør (død 2007).
- 4. december – Lino Lacedelli, italiensk bjergbestiger (død 2009).
- 13. december – Dick Van Dyke, amerikansk komiker.
- 23. december - Harry Guardino, amerikansk skuespiller (død 1995).
- 24. december – Lillian Tillegreen, dansk skuespillerinde (død 2002).
- 27. december - Moshe Arens, israelsk politiker (død 2019).
- 27. december – Michel Piccoli, fransk skuespiller (død 2020).

## Dødsfald

### Januar
- 5. januar – Johan Krohn, dansk forfatter og skoleinspektør (født 1841).
- 8. januar - Regnar Westenholz, dansk godsejer og politiker (født 1855).
- 11. januar - Carl Koch, dansk præst og forfatter (født 1860).

### Februar
- 24. februar – Hjalmar Branting, svensk politiker og statsminister (født 1860).
- 26. februar - Otto Borchsenius, dansk forfatter (født 1844).
- 28. februar – Friedrich Ebert, tysk præsident (født 1871).

### Marts
- 5. marts – J.L.W.V. Jensen, dansk matematiker (født 1859).
- 12. marts – Sun Yat-sen, kinesisk statsmand og præsident (født 1866).
- 30. marts – Rudolf Steiner, østrigsk Goetheforsker, filosof og grundlægger af antroposofien (født 1861).
- 31. marts – Louise Winteler, dansk skolebestyrer (født 1834).

### April
- 1. april - Lars Jørgen Madsen, dansk læge og OL-skytte (født 1871).
- 7. april - Albert Rüdinger, dansk violoncellist og maler (født 1838).
- 8. april - Heinrich von Nutzhorn, dansk højskolelærer og komponist (født 1833).
- 30. april - Frederik de Jonquières, dansk overpræsident (født 1854).

### Maj
- 5. maj - Fredrik Vilhelm Thorsson, svensk politiker og finansminister (født 1865).

### Juni
- 4. juni – Michael Therkildsen, dansk maler (født 1850).
- 13. juni - Adolf Noreen, svensk sprogforsker (født 1854).
- 26. juni - Valdemar Schmidt, dansk orientalist og teolog (født 1836).
- 29. juni – Julie Laurberg, dansk fotograf (født 1856).

### Juli
- 3. juli - Erland Tybjerg, dansk højesteretsdommmer (født 1863).
- 10. juli - Ernst Bojesen, dansk forlægger (født 1849).
- 24. juli – Dan Broström, svensk skibsreder, politiker og minister (født 1870).

### August
- 9. august – Richard Bergmann, dansk arkitekt (født 1860).
- 21. august – Hans Agersnap, dansk maler (født 1857).
- 25. august - Franz Conrad von Hötzendorf, østrigsk officer og generalstabschef (født 1852).
- 26. august - Marie Luplau, dansk maler (født 1848).

### September
- 1. september – Herman Trier, dansk politiker og pædagog (født 1845).

### Oktober
- 15. oktober - Oscar Nordqvist,  svensk fiskerikyndig og zoolog (født 1858).
- 16. oktober – Christian Krohg, norsk maler, forfatter og professor (født 1852).
- 18. oktober – Harald Jensen (politiker), dansk politiker og redaktør (født 1851).

### November
- 7. november – Christian Danning, dansk komponist (født 1867).
- 24. november – Alexander Foss, dansk ingeniør, direktør og politiker (født 1858).

### December
- 5. december – Władysław Reymont, polsk forfatter (født 1867).

## Nobelprisen
- Fysik – James Franck (1882-1964) & Gustav Hertz (1887-1975)
- Kemi – Richard Adolf Zsigmondy
- Medicin – Ingen uddeling
- Litteratur – George Bernard Shaw
- Fred – Sir Austen Chamberlain (Storbritannien) for Locarno-traktaten. : Charles Gates Dawes (USA), formand for Allied Reparation Commission og initiativtager til Dawes Plan.

## Musik
- 11. december – Uropførelse af Carl Nielsens 6. symfoni Sinfonia semplice i København under komponistens ledelse.
- Komponisten Jacob Gade komponerer Tango Jalousie.

## Film
- 16. august - Charlie Chaplins film Guldfeber har verdenspremiere

## Bøger
- Den store Gatsby – Francis Scott Fitzgerald
- Sagnet om Jesus – Georg Brandes
- 8. december - Adolf Hitlers Mein Kampf udkommer i Tyskland. Førsteudgaven har ikke mange læsere